# Darnis olivacea
Darnis olivacea är en insektsart som beskrevs av Fabricius. Darnis olivacea ingår i släktet Darnis och familjen hornstritar. Inga underarter finns listade i Catalogue of Life.